# Яструбове (гміна)
Гміна Яструбове (пол. Gmina Jastrzębowo) — сільська гміна у Тернопільському повіті Тернопільського воєводства Другої Речі Посполитої. Адміністративним центром гміни було село Яструбове.
Гміна утворена 1 серпня 1934 року в рамках нового закону про самоврядування (23 березня 1933 року).
Площа гміни — 88,81 км²

Кількість житлових будинків — 1398

Кількість мешканців — 6792
Гміну створено на основі давніших сільських гмін: Яструбове, Денисів, Городище, Купчинці.